# غاليتسي
غاليتسي (بالروسية: Галицы) هي مدينة في مقاطعة فلاديمير أوبلاست في روسيا.